# 円墳大塚古墳
円墳大塚古墳（えんふんおおつかこふん）または皆野大塚古墳（みなのおおつかこふん）は、埼玉県秩父郡皆野町皆野にある古墳。形状は円墳。埼玉県指定史跡に指定されている。

## 概要
埼玉県西部の簑山西麓、荒川右岸の低位段丘最上段に築造された大型円墳である。江戸時代の『新編武蔵国風土記稿』に「氷ノ雨塚」として当時すでに開口した石室の内部が記述されるほか、これまでに発掘調査は実施されていない。
墳形は円形で、直径約33メートル・高さ約7メートル（または直径18メートル・高さ5メートル）を測る。墳丘表面には円礫の葺石が認められるが、埴輪は検出されていない。また墳丘周囲には幅約4メートル・深さ約1メートルの周溝が巡らされる。埋葬施設は両袖式の横穴式石室で、南南西方向に開口する。秩父地方では有数の規模の石室であるが、盗掘に遭っているため副葬品は詳らかでない。築造時期は古墳時代終末期の7世紀第2四半期頃と推定される。
古墳域は1958年（昭和33年）に埼玉県指定史跡に指定された。現在では石室内への立ち入りは制限されている。

## 埋葬施設

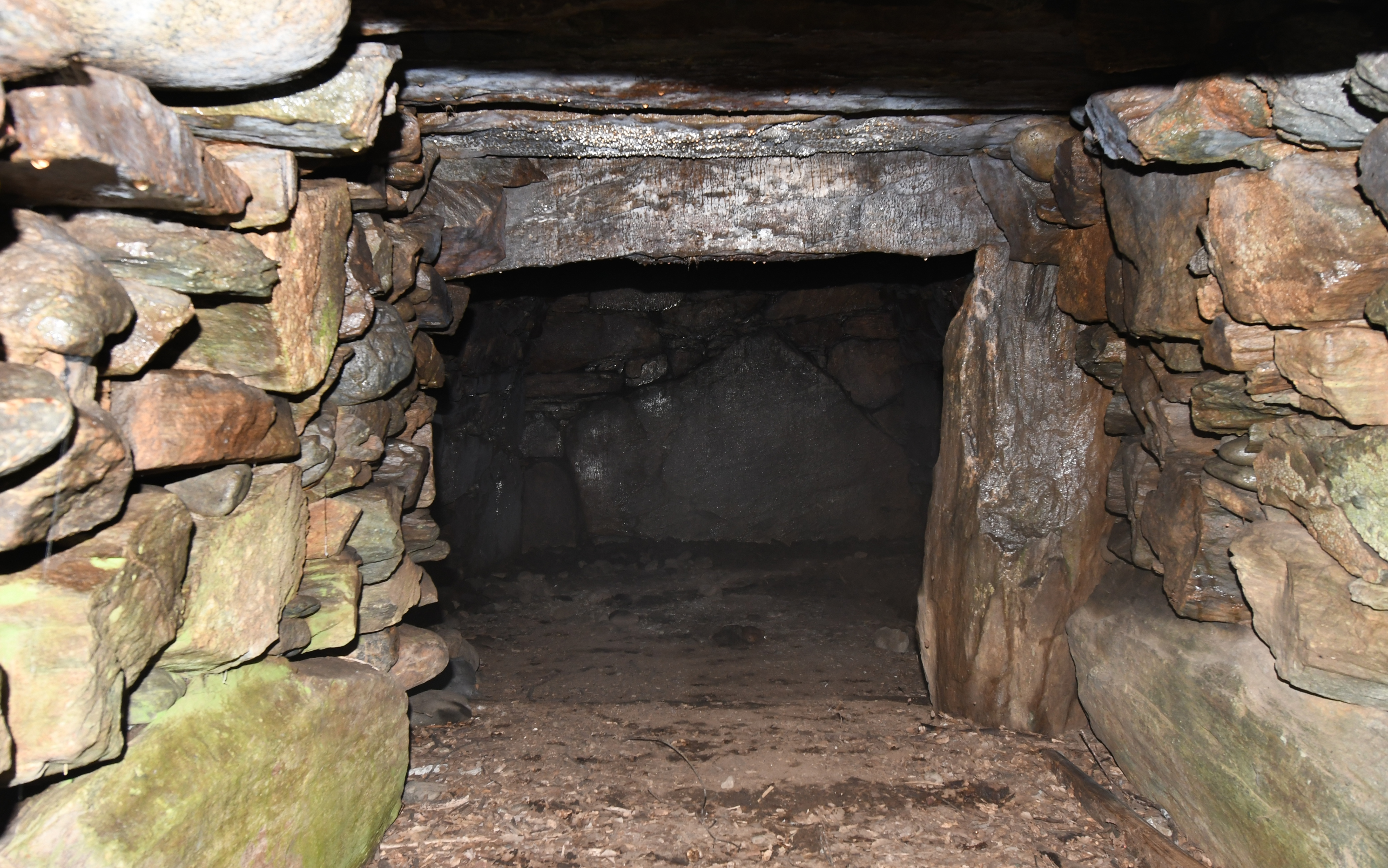
石室内部

埋葬施設としては両袖式横穴式石室が構築されており、南南西方向に開口する。石室の規模は次の通り。
- 石室全長：現存9.1メートル
- 玄室：長さ5メートル、幅3.15メートル（中央部）・2.9メートル（奥壁）、高さ2.9メートル

石室の石材は片岩。玄室の平面形は、中央部が膨らむ胴張り形である。羨道入り口（羨門）付近は破壊を受けているが、玄室入り口（玄門）付近は門柱・冠石・框石が良好に遺存する。天井と奥壁は巨石によって構築され、側壁は下部に大型の割石を縦に、上部に小型の割石を小口積みにして構築されており、石の間隙には小石・石綿が充填される。壁石は持ち送り、ドーム状天井を形成する。床面にはこぶし大の川原石が敷かれる。

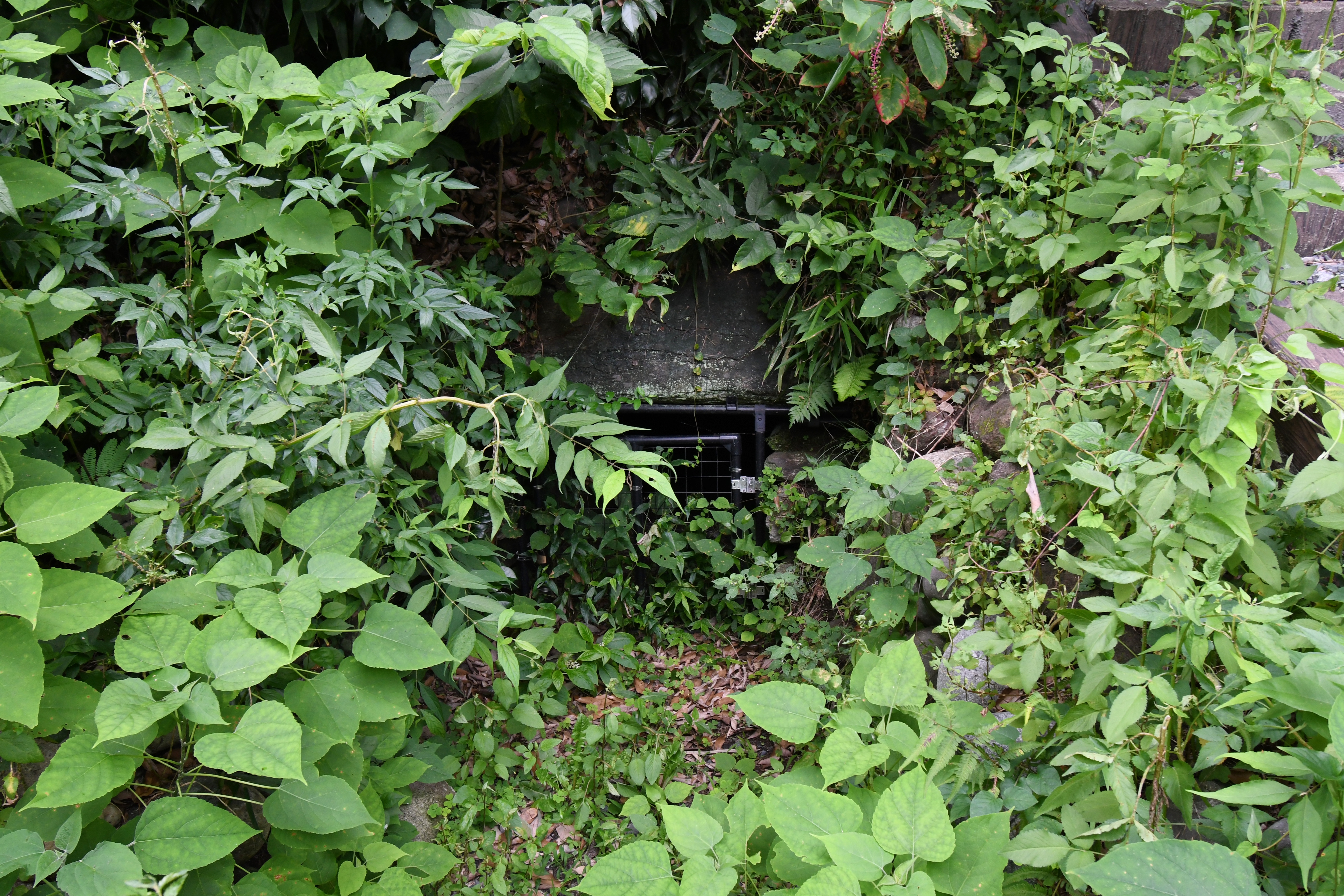
石室開口部
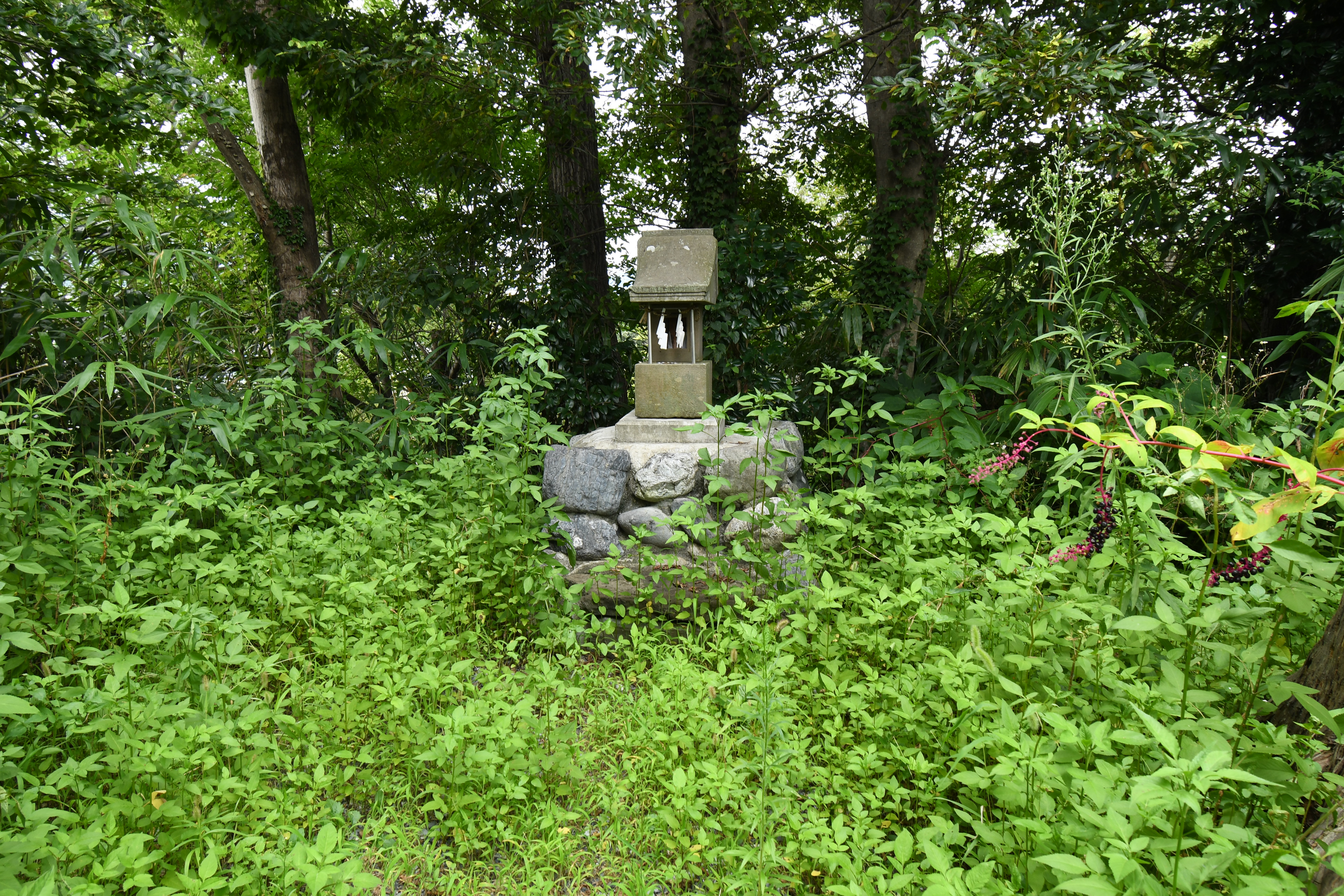
墳頂の石祠

## 文化財

### 埼玉県指定文化財
- 史跡
  - 円墳大塚古墳 - 1958年（昭和33年）3月20日指定[3]。